# Falkenbergs BTK
Falkenbergs BTK ist ein 1925 gegründeter Tischtennisverein aus Falkenberg in Schweden. Der Verein spielte zum ersten Mal 1951 in der höchsten Spielklasse Allsvenskan und gehört zu den spielstärksten Mannschaften in Schweden. Er hat zehn nationale schwedische Meisterschaften gewonnen sowie 1990/91 den ETTU Cup.

## Bekannte Spieler
- Stellan Bengtsson
- Ulf Carlsson
- Alan Cooke
- Peter Karlsson
- Erik Lindh
- Jörgen Persson
- Steffen Fetzner

## Geschichte
Der Verein wurde am 30. November 1925 gegründet, er gehörte vor dem Zweiten Weltkrieg zu den spielstärksten Vereinen der Region. 1951 und 1956 spielte er jeweils eine Saison lang in der obersten Spielklasse Schwedens. Seit 1959 gehört er dieser Spielklasse mit Ausnahme der Saison 1966/67 ununterbrochen an. Bis 1988 wurde er zehnmal wurde er schwedischer Mannschaftsmeister. 1993 hatte die zweite Mannschaft des Vereins die Möglichkeit, auch in die höchste Spielklasse aufzusteigen, worauf sie aber verzichtete.